# Contea di Qiaojia
La contea di Qiaojia (巧家县S, Qiǎojiā XiànP) è una contea della Cina, situata nella provincia di Yunnan e amministrata dalla prefettura di Zhaotong.